# Municipio de Villa de Álvarez
El municipio de Villa de Álvarez es uno de los 10 municipios en que se divide el estado mexicano de Colima, localizado en el centro-norte del estado, su cabecera es la Ciudad de Villa de Álvarez.

## Geografía
El municipio de Villa de Álvarez se encuentra localizado en la zona centro-norte del estado de Colima, entre las coordenadas geográficas 19° 13' - 19° 26' de latitud norte y 103° 38' - 104° 02' de longitud oeste y su altitud fluctúa entre los 400 y los 1800 metros sobre el nivel del mar; limita al noroeste con el municipio de Minatitlán, al norte con el municipio de Comala, al noreste con el municipio de Cuauhtémoc, al sureste con el municipio de Colima y al sur con el municipio de Coquimatlán.

### Orografía-Hidrografía
Al lado Este se localiza la superficie menos accidentada con una parte de valle, precisamente donde se encuentra la cabecera municipal. La mayor parte del territorio presenta una geografía accidentada y montañosa, en el área del lado oeste del río Armería cuyas principales elevaciones son: el Cerro del Rincón de Almoloyan, el Cerro de El Chino y parte del Cerro El Barrigón (en cuya cima se encuentra un cráter que en tiempos de lluvia se llena de agua, formando una hermosa laguna); ubicado en el lado norte, el Cerro de Culuapan, donde existe una enorme roca que parece estar amenazando a la población cercana del mismo nombre.
- El Río Armería, atraviesa el municipio de norte a sur; sus afluentes son los ríos: Picachos, Comala y San Antonio. El volumen de agua escurrida se concentra en Peñitas.
- El río Colima por el aldo oeste establece el límite con los municipios de Colima y Cuauhtémoc.
- En el municipio se localizan las siguientes lagunas: La Grande, Pastores, al noroeste la del Carrizal, Las Cuatas, y el Pozo.
- El municipio cuenta con algunos arroyos como: El Seco, Tecomala, Del Diablo, San Palmar, Agua Dulce, y el Pereira que atraviesa la cabecera municipal. Asimismo, se encuentran algunos bordos, destacando el Simón Macías.

### Clima
Los climas del municipio por su grado de humedad son subhúmedos, y con relación a su temperatura, cálidos; al centro y norte del municipio existe un clima cálido subhúmedo con lluvias en verano; y al noroeste presenta también el cálido subhúmedo y semicálido subhúmedo, también con lluvias en verano. La temperatura media anual es de 23.7 °C, y la precipitación pluvial media de 1,193.8 milímetros cúbicos, con régimen de lluvias, que abarca los meses de mayo, junio, julio, agosto y septiembre.
- En el territorio municipal existen las siguientes variedades vegetales, predominando en las zonas de las comunidades de Agua Dulce y Pueblo Nuevo: mojo, parota, higuera, cóbano, hebillo, rosamorada, chicozapote, cuahuayote (bonete), cabeza de negro, anona, tescalama, colorín, guásima, huizcolote, cuastecomate, chamizo, mezquite, huizache, palma real, cactus; así como otras

variedades: guayabo, guayabillo, guamúchil, ciruelo, zapote negro, zapote blanco, mango, naranjo, aguacate, limonero, lima, toronja, nanche, nopal, plátano y maguey.
- El área forestal del municipio representa aproximadamente el 60% de la superficie total y prevalece sobre todo: fresno, cedro, sabino, nogal, tabachín.
- El territorio villalvarense, como todo el estado de Colima, emergió del Océano Pacífico en las eras Paleozoica y Mesozoica. Está constituido por cinco tipos de suelos: en la parte oeste, a partir del río Armería, existe una formación de suelo calizo; al lado norte, una de brecha volcánica; en el área adyacente del río Armería, existe una franja con formación de arenisca-conglomerado, y una franja de tipo aluvial hacia el oeste; colindando con el municipio de Minatitlán, existe una formación extrusiva ácida y, finalmente, una formación de granito y conglomerado.
- La mayor parte del suelo pertenece al régimen de propiedad privada, la parte restante es suelo ejidal. El uso del suelo en su mayoría es de uso forestal.

### Fauna y flora
- (1) En el territorio municipal existen las siguientes variedades vegetales, predominando en las zonas de las comunidades Agua Dulce y Pueblo Nuevo: el mojo, la parota, la higuera, cóbano, hebillo, rosamorada, chicozapote, cuahuayote (bonete), cabeza de negro, anona, tescalama, colorín, guásima, huizcolote, cuastecomate, chamizo, mezquite, huizache, palma real, cactus y otras variedades como: guayabo, guayabillo, guamúchil, ciruelo, zapote negro, zapote blanco, mango, naranjo, aguacate, limonero, lima, toronja, nanche, nopal, plátano y maguey.
- (2) Existe la siguiente variedad de animales: Coyote, onzas, venado, armadillo, zorra, zorrillo, tlacuache, mojocuán, tejón, mapache, ardilla, conejo, liebre, Tezmos  y tuzas. Entre las aves se encuentran: Chachalacas, palomas, huilotas, torcazas, ticuces, zanates, cuervos, zopilotes, lechuzas, tecolotes, pericos, tapacaminos, pichacuates, urracas, correcaminos, calandrias, cenzontles, jilgueros, chuparrosas, carpinteros, cardenales y gorriones. Dentro del género de los reptiles: Malcoa, víbora, chirrionera, coralillo, apalcuate, sorcuate, iguana y lagartija. Entre los arácnidos el escorpión, arañas, tarántulas y ciempiés. De insectos el zancudo, mosca, mosquito, avispa, abeja, jicote, mariposa. Y peces como la Trucha, langostino, tilapia (en bordos y lagunas). Así como otros: Ranas, sapos tortugas y murciélagos.

## Atractivos turísticos
Por sus condiciones naturales, Villa de Álvarez es un municipio muy pintoresco y con grandes atractivos; algunos de ellos se pueden potenciar y desarrollar turísticamente, como son la laguna de Pastores, zonas arqueológicas y áreas de monumentos y plazas. Es importante mencionar la fama que goza la ciudad de Villa de Álvarez, gracias a sus antojitos regionales, especialmente los famosos "sopitos de la Villa", que se cocinan en tradicionales cenadurías que se encuentran por todos los rincones de la cabecera municipal, especialmente en la zona Centro.
- (1) El Agua Fría. Manantial de agua transparente a temperatura ambiente; forma una fosa rodeada de abundante vegetación ideal para nadar y cuenta con comedores para esparcimiento sano y familiar. Se encuentra a 17 km de la ciudad de Villa de Álvarez.
- (2) La Piedra de Juluapan. Localizada a 5 km de la ciudad de Villa de Álvarez. Esta piedra encierra varias leyendas: una de ellas dice que detrás de ella el Rey de Colimán escondió sus tesoros y que él fue enterrado ahí. Otra, menciona también que ahí está escondido el tesoro del “Indio Alonso”, famoso bandolero-chamán (del que se cuentan infinidad de historias, mitos y leyendas), puesto que esa zona fue su guarida durante muchos años, ya que se decía que ahí escondía celosamente los botines de sus múltiples saqueos y robos perpetrados en toda la región. Este lugar es ideal para ir de excursión ecoturística y cultural, es decir, propia del turismo alternativo.
- (3) La Campana. Zona arqueológica que tiene su origen en épocas muy tempranas, ya que se han detectado vestigios que dan cuenta de una ocupación prehispánica que data del año 1500 de nuestra era.

### Otros
- El Benemérito de las Américas.
- Plaza cívica de la Escuela Benito Juárez.
- Monumento Gral. Emiliano Zapata.
- Escuela Niños Héroes: Monumento en honor a los héroes de Chapultepec.
- Jardín al padre de la Patria Don Miguel Hidalgo y Costilla, iniciador de nuestra gesta libertaria.
- Cruce de las Avenidas María Ahumada de Gómez y Profr. Enrique Corona Morfín.
- Avenida Benito Juárez y Niños Héroes.
- Monumento Miguel Virgen Morfín.
- Monumentos Enrique Andrade; en honor a la Segunda Guerra Mundial.
- Placas y alusiones; Situadas en la ciudad de Villa de Álvarez, división con la conurbada capital del estado, localizadas en la Av. Manuel Álvarez y Maclovio Herrera, otra, en la Av. Tecnológico al norte de la ciudad.
- Placa en el edificio de la Presidencia Municipal.
- Placa conmemorativa a la Independencia de México.

### Cultura
En Villa de Álvarez, específicamente en la cabecera municipal del mismo nombre, por el hecho de estar conurbado con la capital del estado, se contagia de las actividades culturales que allí se llevan a cabo. Un factor que ha cobrado peso a últimas fechas en
la cultura de la gente, es justamente la Casa de la Cultura del municipio, pues es de reciente creación (2003) y que, al igual que todas las demás, está ubicada en la propia cabecera municipal en una de las avenidas más transitadas de la localidad; allí, muchos
jóvenes asisten para ver exposiciones de pinturas, teatro, bailables, conciertos de música, de acercamiento y gusto por la lectura y muchos otros eventos, fomentando en ellos una mayor apreciación por este tipo de actividades.

### Industria
Dentro de esta rama, se encuentra la empresa “Brun Foods”, la cual se dedica al cultivo y procesamiento de vegetales que posteriormente son envasados en conserva para su venta al consumidor final. Fue constituida el 14 de febrero de 1998. En octubre de 1999 realizaron su primera cosecha en el ámbito comercial; el primer lote masivo salió al mercado en febrero de 2000. La inauguración oficial de la planta se celebró el 15 de marzo de 2000. A partir de febrero de 2002 arrancaron una producción permanente con dos turnos. La producción que tienen está orientada a la exportación y actualmente empacan y maquilan productos para marcas ya establecidas. La empresa está conformada como una alianza estratégica entre inversionistas mexicanos y alemanes. En la actualidad, esta empresa se transformó a lo que ahora se conoce como Lega Desarrollos, su actividad dio un giro muy significativo para transformarse en Construcción de viviendas.

### Comercio
En la ciudad de Villa de Álvarez se han instalado importantes tiendas de cadenas tanto nacionales como transnacionales: Soriana (supermercado con otros locales pequeños y medianos alrededor), Famsa (mueblería), Bodega Aurrerá (tienda de autoservicio/supermercado), City Club, Coppel, etc. Así como un sinnúmero de tiendas de ropa, calzado, muebles, ferreterías, panaderías, materiales para construcción, gasolineras, entre otros; todos ellos se han mantenido de generación en generación, ya
sea en el centro de la ciudad o en avenidas principales como también en los nuevos espacios de reciente apertura; muchos de ellos corresponden al capital colimense.
Los últimos años se ha detectado un crecimiento significativo de este sector económico en la zona oriente de la cabecera municipal; ubicándose en su gran mayoría pequeñas y medianas empresas por la Av. Benito Juárez, arteria de comunicación con Comala y con
Coquimatlán, que ha funcionado como anillo periférico. Es importante destacar que en el norte de esta avenida, se ubica la plaza comercial Colima, con la tienda ancla “Soriana” y al sur la “Bodega Aurrerá”, de reciente apertura (2004).

### Centros turísticos
La ciudad de Villa de Álvarez, existen diversos centros de entretenimiento, turístico, donde también se puede disfrutar de sus antojitos regionales para el turista y los habitantes de otros municipios de Colima;
- El balneario "Agua Fría": Un lugar atractivo para los días de campo.
- Picachos: Por su río San Palmar, propio para paseos ribereños.
- Juluapan: Porque permite admirar la monumental roca del lugar.
- El Jardín: El jardín principal es muy tradicional porque aún conserva su aire provinciano a pesar del crecimiento poblacional desmesurado de este municipio; en este jardín es clásico ir a comprar y disfrutar tranquilamente de las famosas “paletas de la Villa” elaboradas con leche o con agua en una gran variedad de sabores, cuya receta ha perdurado inalterable a través de varias décadas; los jóvenes las disfrutan para apagar la sed, mientras descansan y platican con pareja o amigos. También este espacio es el que alberga la añeja costumbre de vender las empanadas (de leche y otros sabores) el día 4 de octubre de cada año, en honor de San Francisco.
- La campana: La Campana, que fue reconstruido hace algunos años bajo la coordinación del INAH y que hoy es visitado por grupos de turistas nacionales y extranjeros, y en donde, además, se llevan a cabo ceremonias en los equinoccios y solsticios de cada año; se localiza por la avenida Tecnológico de Colima.
- 'La Laguna de los pastores: Al norte del municipio, es un sitio de gran atracción turística
- Fiestas charro-taurinas: Las festividades tradicionales dentro de la cabecera municipal resultan un verdadero atractivo para los jóvenes no solamente del municipio, sino de otros lugares, pues las Fiestas Charro-taurinas, que desde hace más de trescientos años se vienen realizando –todos los años durante el mes de febrero– en honor a San Felipe e Jesús (santo patrono de la ciudad de Colima también), son las de más arraigada costumbre y mejor organizadas en todo el estado. Tienen características y actividades que las hacen únicas, como la plaza de toros conocida como la petatera, que es construida exclusivamente con petates y que se monta y desmonta anualmente, convirtiéndose en un atractivo más para los propios y extraños y que, de acuerdo a la tradición, es así elaborada y reelaborada cíclicamente como una “manda” de los feligreses dedicada a este santo, con la intención de pedir de sus favores para evitar que se repitan terremotos en el estado (dado que Colima es una zona altamente sísmica).

## Demografía
De acuerdo a los resultados del Conteo de Población y Vivienda realizado en 2020 por el Instituto Nacional de Estadística y Geografía, la población total del municipio de Villa de Álvarez es de 149, 762 personas, de las cuales 72,354 son hombres y 77, 408 son mujeres.

### Localidades

Principales localidades

En el censo de 2020 el municipio de Villa de Álvarez contaba con 65 localidades.
| Código INEGI      | Localidad         | Población (2020) |
| ----------------- | ----------------- | ---------------- |
| 060100001         | Villa de Álvarez  | 147 496          |
| Otras localidades | Otras localidades | 2 266            |
| Total municipal   | Total municipal   | 149 762          |

## Política
El gobierno del municipio le corresponde al Ayuntamiento, que es electo mediante votación universal, directa y secreta para un periodo de tres años no renovables para el periodo inmediato pero si de forma no continua, entrando a ejercer su cargo el día 15 de octubre del año de su elección; el ayuntamiento está conformado por el presidente municipal, un síndico y un cabildo integrado por ocho regidores, cinco electos por mayoría relativa y tres por el principio de representación proporcional.

### Representación legislativa
Para la elección de diputados locales al Congreso de Colima y de diputados federales a la Cámara de Diputados de México el municipio de Villa de Álvarez se encuentra integrado en los siguientes distritos electorales:
Local:
- VII Distrito Electoral Local de Colima con cabecera en Villa de Álvarez.
- VIII Distrito Electoral Local de Colima con cabecera en Villa de Álvarez.
- IV Distrito Electoral Local de Colima Comala - Villa de Álvarez.
- V Distrito Electoral Local de Colima Coquimatlán - Villa de Álvarez.

Federal:
- I Distrito Electoral Federal de Colima con cabecera en Colima.[8]

### Presidentes municipales
- (1982 - 1985): Yolanda Delgado
- (1985 - 1988): Víctor Chávez Carrillo
- (1988 - 1991): Jerónimo Polanco Montero
- (1991 - 1991): Alfonso Rolón Michel interino
- (1991 - 1994): Luis Gaytán Cabrera
- (1994 - 1997): Alfonso Rolón Michel
- (1997 - 2000): Jesús Dueñas Llerenas
- (2000): César Cruz Calvario
- (2000 - 2003): Felipe Cruz Calvario
- (2003 - 2006): Adrián López Virgen
- (2006): Ramón García Contreras
- (2006 - 2009): Felipe Cruz Calvario
- (2009): Socorro Bayardo
- (2009 - 2012): Brenda del Carmen Gutiérrez Vega
- (2012): Enrique Monroy Sánchez
- (2012 - 2015): Enrique Rojas Orozco
- (2015): Manuel Ignacio Zambada Torres
- (2015 - 2018): Yulenny Cortés León
- (2018 - 2021): Felipe Cruz Calvario
- (2021 - 2024): Esther Gutiérrez Andrade